# El Rincón de los Montes
El Rincón de los Montes är en ort i Mexiko.   Den ligger i kommunen Badiraguato och delstaten Sinaloa, i den västra delen av landet, 1 100 km nordväst om huvudstaden Mexico City. El Rincón de los Montes ligger 268 meter över havet och antalet invånare är 243.
Terrängen runt El Rincón de los Montes är huvudsakligen kuperad, men åt nordost är den platt. Runt El Rincón de los Montes är det mycket glesbefolkat, med 6 invånare per kvadratkilometer. Närmaste större samhälle är Badiraguato, 11,8 km norr om El Rincón de los Montes. I omgivningarna runt El Rincón de los Montes växer huvudsakligen savannskog.